# 冠黍
冠黍（学名：Panicum cristatellum）为禾本科黍属下的一个种。

## 扩展阅读
- 維基物種上的相關：冠黍